# Ziestblättrige Teufelskralle
Die Ziestblättrige Teufelskralle (Phyteuma betonicifolium), auch Betonienblättrige Rapunzel genannt, ist eine Pflanzenart aus der Gattung der Teufelskrallen (Phyteuma) innerhalb der Familie der Glockenblumengewächse (Campanulaceae). 

## Beschreibung

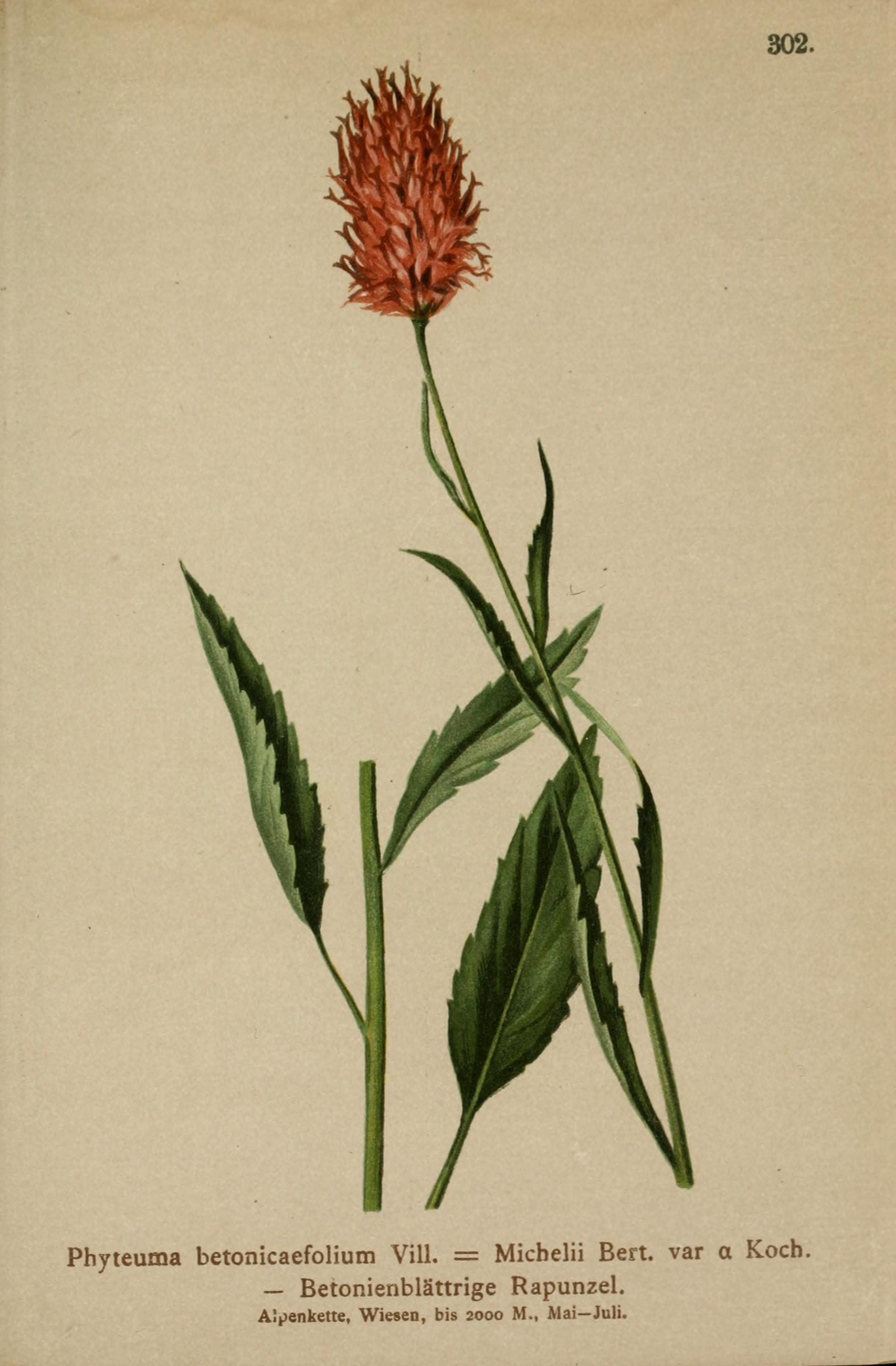
Illustration aus Atlas der Alpenflora, Tafel 302

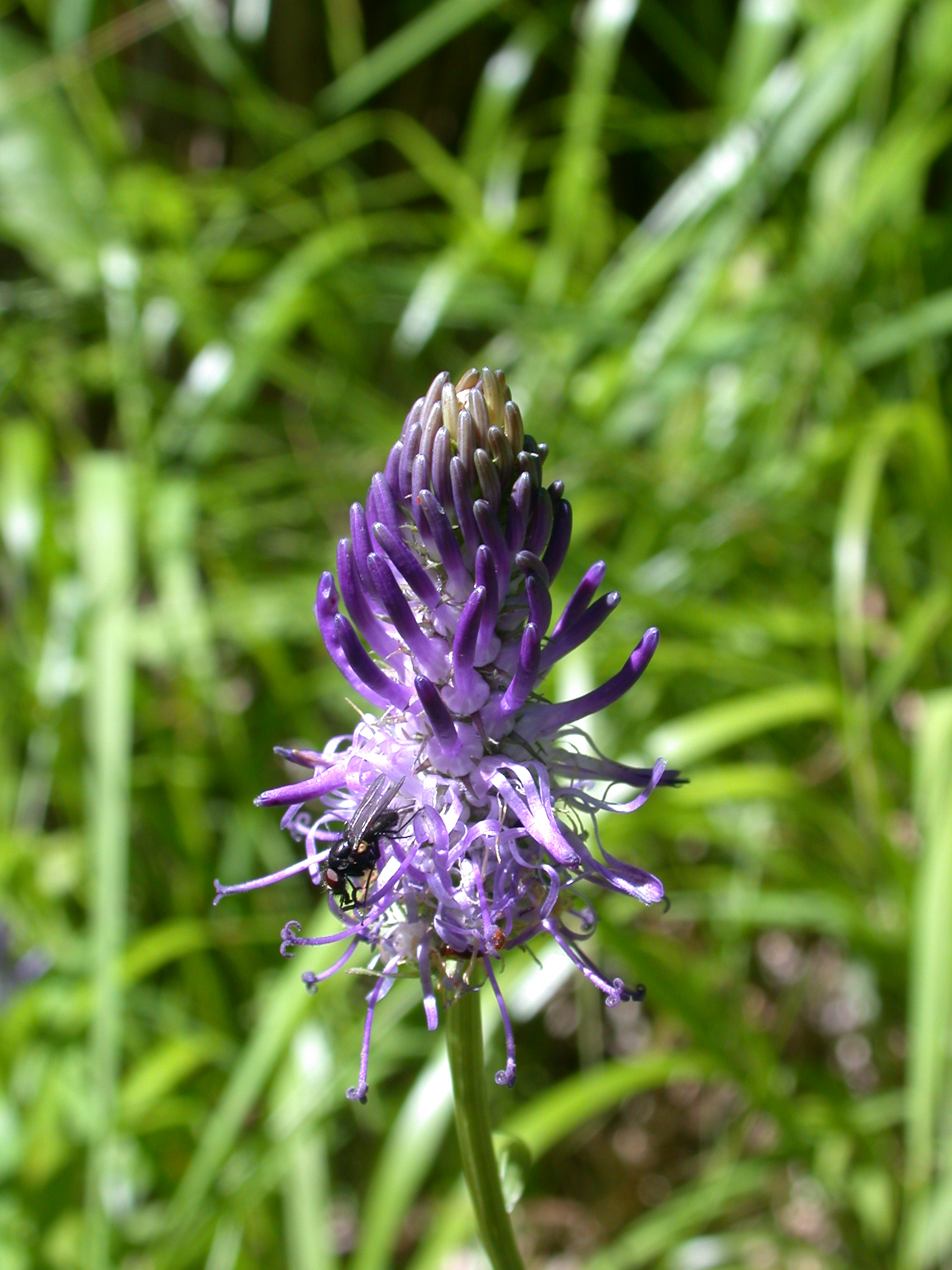
Blütenstand

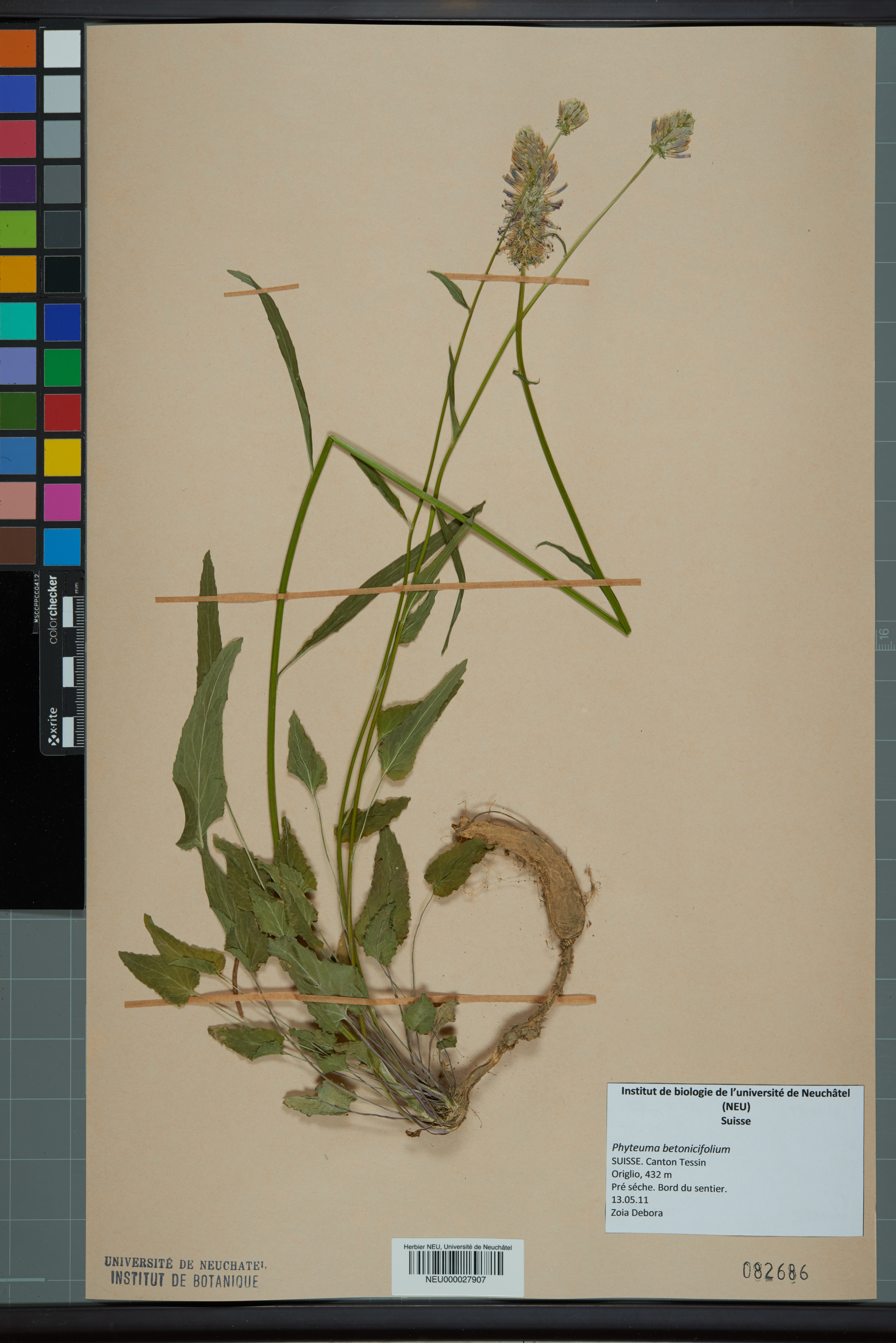
Herbarbeleg

### Vegetative Merkmale
Die Ziestblättrige Teufelskralle ist eine ausdauernde krautige Pflanze, die Wuchshöhen von 20 bis 70 Zentimetern erreicht. Der Stängel ist aufrecht und einfach, das obere Drittel ist meist kahl. Die Grundblätter sind langgestielt und ihre Blattspreite ist am Grund herzförmig oder gerundet, spitz und stumpf gezähnt und drei- bis achtmal so lang wie breit. Die oberen Stängelblätter sind schmal-lanzettlich und sitzend.

### Generative Merkmale
Die Blütezeit reicht von Juni bis August. Der ährige Blütenstand ist eiförmig-zylindrisch. Die Hüllblätter sind schmal-lanzettlich. Die Blüten sind fünfzählig. Die hell-blauviolette Blütenkrone misst 7 bis 12 Millimeter und ist vor dem Aufblühen gerade. Der Griffel überragt die Blütenkrone und endet in meist drei Narben.
Die Chromosomenzahl beträgt 2n = 24.

## Vorkommen
Die Ziestblättrige Teufelskralle kommt von Frankreich, der Schweiz bis nach Italien und von Deutschland über Österreich bis zum früheren Jugoslawien vor. Sie kommt in den Alpen in subalpinen bis alpinen Höhenstufen in Höhenlagen von 1000 bis 2700 Meter vor. In den Allgäuer Alpen steigt sie von 1300 Metern am Grünten auf der Schwandalpe bis zu einer Höhenlage von 2380 Metern an der Rothornspitze auf.
Die Ziestblättrige Teufelskralle meidet Kalk und gedeiht am besten auf leicht sauren, mageren Böden. Sie ist ziemlich häufig und gedeiht in Wiesen, Weiden und Gebüschen. Sie ist pflanzensoziologisch eine Charakterart des Verbandes Nardion.
Die ökologischen Zeigerwerte nach Landolt & al. 2010 sind in der Schweiz: Feuchtezahl F = 3 (mäßig feucht), Lichtzahl L = 3 (halbschattig), Reaktionszahl R = 2 (sauer), Temperaturzahl T = 2 (subalpin), Nährstoffzahl N = 2 (nährstoffarm), Kontinentalitätszahl K = 3 (subozeanisch bis subkontinental).

## Systematik
Die Erstveröffentlichung von Phyteuma betonicifolium erfolgte 1787 durch Dominique Villars in Histoire des Plantes de Dauphiné Band 2 Seite 518 Tafel 12. Synonyme für Phyteuma betonicifolium Vill. sind: Phyteuma spicatum var. betonicifolium (Vill.) Lapeyr., Phyteuma michelii subsp. betonicifolium (Vill.) Nyman.
Von Phyteuma betonicifolium gibt es zwei Unterarten:
- Phyteuma betonicifolium Vill. subsp. betonicifolium (Syn.: Phyteuma betonicifolium var. pubescens A.DC., Phyteuma betonicifolium var. sessilifolium A.DC., Phyteuma veronicifolium Schrad. ex A.DC., Phyteuma michelii var. veronicifolium (Schrad. ex A.DC.) Nyman, Phyteuma betonicifolium var. lanceolatum Rich.Schulz, Phyteuma michelii var. sessilifolium (A.DC.) Rouy): Sie kommt im gesamten Verbreitungsgebiet der Art vor.[4]
- Phyteuma betonicifolium subsp. scaposum (Rich.Schulz) Pignatti (Syn.: Phyteuma scaposum Rich.Schulz, Phyteuma michelii subsp. scaposum (Rich.Schulz) P.Fourn., Phyteuma elegans Hegetschw.): Sie kommt im südöstlichen Frankreich, in der Schweiz, in Italien und in Österreich vor.[4]